# Art Van Damme
Art Van Damme (Norway, Míchigan, 9 de abril de 1920 - Florida, 15 de febrero de 2010) fue un acordeonista norteamericano de jazz.

## Biografía
Nació en Norway, Michigan y comenzó a interpretar el acordeón  a la temprana edad de 9 años, e inició estudios clásicos del instrumento en 1934, cuando su familia se trasladó a Chicago. En 1941, se une a la banda de Ben Bernie y comienza a adaptar la música de Benny Goodman a su instrumento, en el que desarrolla un fraseo cercano al de un saxo barítono. Entre 1945 y 1960 trabajó para la NBC presentándose en The Dinah Shore Show,  Tonight, The Dave Garroway Show y otros programas radiales y televisivos con Garroway. Grabó 130 episodios de 15 minutos de duración del su propio programa The Art Van Damme Show para NBC Radio. En alguna ocasión mencionó que las presentaciones eran tantas y con tanta frecuencia que no necesitaba practicar.
Desarrolló una importante carrera como músico acompañante, tocando con artistas como Ella Fitzgerald, Peggy Lee, Dizzy Gillespie y Buddy DeFranco.
Van Damme realizó varias giras por Europa y consiguió bastante popularidad en Japón. ganando con regularidad los "polls" de Down Beat en ese periodo.
Estuvo casado y tuvo 3 hijos. Se retiró a Roseville, Michigan y continuó tocando hasta prácticamente el final de su vida. Falleció a la edad de 89 años, tras varias semanas enfermo de neumonía.

## Discografía
- The Art Of Van Damme (Phillips, B 07189)
- Pa Kungliga Djurgarden (Pi, PLP 005)
- Lover Man (Pickwick, SPC 3009)
- By Request (Sonic Arts Digital, LS12)
- Art & Liza (Svenska Media AB, SMTE 5003)
- Cocktail Capers (Capitol, H178)
- More Cocktail Capers (Capitol, T300)
- More Cocktail Capers (Capitol, H30) 0 (10")
- The Van Damme Sound (Columbia, CL-544)
- They're Playing Our Song (Columbia, CL-1227)
- Everything's Coming Up Music (Columbia, CL-1382/CS-8177)
- House Party (Columbia, CL-2585)
- Music For Lovers Harmony (Columbia, HS 11239)
- Many Mood Of Art (BASF, MC 25113)
- Star Spangled Rhythm (BASF, MC 25157) (Doppelset)
- State Of Art (MPS, 841 413 2)
- 1953 Martini Time (Columbia, CL-630)
- 1956 Manhattan Time (Columbia, CL-801)
- 1956 Art Van Damme & Miss Frances Bergen (Columbia, CL873
- 1956 The Art Of Van Damme (Columbia, CL-876)
- 1960 Accordion a la Mode (Columbia, CL-1563/CS-8363)
- 1961 Art Van Damme Swings Sweetly (Columbia, CL-1794/CS 8594)
- 1962 A Perfect Match (Columbia, CL-2013/CS-8813)
- 1964 Septet (Columbia, CS-8992)
- 1966 With Art Van Damme in San Francisco (MPS 15073)(SABA SB 15073 ST)
- 1967 The Gentle Art of Art (MPS 15114)
- 1967 Ecstasy (MPS 15115)(SABA, SB 15115 ST)
- 1968 Art In The Black Forest (MPS, MPS 15172)
- 1968 Lullaby In Rhythm (MPS, MPS 15 171)
- 1969 On The Road (MPS, MPS 15235)
- 1969 Art & Four Brothers (MPS, MPS 15236)
- 1970 Blue World (MPS 15277)(Pausa, PR 7027)
- 1970 Keep Going (MPS 15278)(Pausa, PR 7104)
- 1972 Squeezin' Art & Tender Flutes (MPS 15372)(Pausa, PR 7126)
- 1972 The Many Moods of Art
- 1973 Star Spangled Rhythm
- 1973 Invitation
- 1973/1979 Art van Damme with Strings (MPS 15412)
- 1983 Art Van Damme & Friends (Pausa, PR 7151)
- 1995 Two Originals - Keep Going/Blue World
- 1998 Van Damme Sound/Martini Time (Collectables CD)
- 1999 Once Over Lightly/Manhattan Time (Collectables CD)
- 2000 State of Art (MPS 8414132)
- 2000 Accordion à la Mode/A Perfect Match
- 2006 Swinging The Accordion (MPS)